# Majki Duże
Majki Duże – wieś w Polsce położona w województwie mazowieckim, w powiecie sierpeckim, w gminie Zawidz. Ma status sołectwa.
Do 1954 roku istniała gmina Majki. W latach 1975–1998 miejscowość administracyjnie należała do województwa płockiego.